# Штимпфах
Штимпфах (њем. Stimpfach) општина је у њемачкој савезној држави Баден-Виртемберг. Једно је од 30 општинских средишта округа Швебиш Хал. Према процјени из 2010. у општини је живјело 2.988 становника. Посједује регионалну шифру (AGS) 8127104.

## Географски и демографски подаци
Штимпфах се налази у савезној држави Баден-Виртемберг у округу Швебиш Хал. Општина се налази на надморској висини од 450 метара. Површина општине износи 33,4 km². У самом мјесту је, према процјени из 2010. године, живјело 2.988 становника. Просјечна густина становништва износи 90 становника/km².

## Међународна сарадња
| Мјесто  | Држава   | Врста сарадње | Од    |
| ------- | -------- | ------------- | ----- |
| Фихофен | Аустрија | контакт       | 1978. |
| Извор   |          |               |       |